# Шевелуха (річка)
Шевелуха, Щавелиха (колишні назви Руда , Шандра) — річка в Україні, у Миронівському й Канівському районах Київської та Черкаської областей, ліва притока Росави (басейн Дніпра).

## Опис
Довжина річки 22 км.,похил річки — 3,5 м/км. Формується з декількох безіменних струмків та чотирьох водойм. Площа басейну 98,2 км²

## Розташування
Шевелуха бере початок на південному заході від села Липовий Ріг. Тече на південний схід у межах сіл Малі Прицьки, Македони та Шандри. На околиці села Синявки впадає в річку Росаву, ліву притоку Росі.